# Sabine Becker
Sabine Becker, née le 13 août 1959 à Karl-Marx-Stadt, est une patineuse de vitesse est-allemande.

## Biographie
Aux Jeux de Lake Placid 1980, elle remporte deux médailles, l'argent sur 1 500 mètres ainsi qu'une médaille de bronze sur 3 000 m. Elle a mis ensuite entre parenthèses sa carrière sportive pour des raisons de santé

## Palmarès
| Compétition     | Or | Argent         | Bronze         |
| Jeux olympiques |    | 1980 (3 000 m) | 1980 (1 500 m) |

## Records personnels
| Distance     | Temps         | Année |
| ------------ | ------------- | ----- |
| 500 mètres   | 43 s 33       | 1980  |
| 1 000 mètres | 1 min 26 s 4  | 1980  |
| 1 500 mètres | 2 min 12 s 38 | 1980  |
| 3 000 mètres | 4 min 32 s 79 | 1980  |
| 5 000 mètres | 8 min 7 s 38  | 1989  |